# Sociedad para la creación de idiomas
La sociedad para la creación de idiomas (en inglés: The Language Creation Society, LCS) es una organización sin ánimo de lucro formada con el propósito de promover los idiomas artificiales o conlangs por sus siglas en inglés (constructed languages), y para informar al público en general acerca de los idiomas construidos y su comunidad. La LCS también actúa como un intermediario para las personas que buscan este tipo de idiomas artificiales para usarlos en sus trabajos de ficción (como novelas o películas, entre otros) y los creadores de estos idiomas (conlangers) que buscan trabajar profesionalmente.

## Misión
El objetivo de la LCS es «promocionar las lenguas artificiales y la creación de éstas mediante el ofrecimiento de plataformas a conlangers (personas que se dedican a crear estos idiomas) para la publicación de trabajos de alta calidad o interés para la comunidad, crear conciencia sobre los idiomas construidos entre el público en general, organizar el trabajo para conlangers profesionales y personas de la industria del entretenimiento interesadas en añadir profundidad a sus mundos alternativos y proveer un lugar central para contactos e información fiables a aquellos que buscan aprender más».

## Servicios
Mediante una petición, el cliente describe sus necesidades y el tipo de idioma o idiomas construidos que desea. Dicha petición es enviada a una lista de conlangers en busca de trabajo; las propuestas presentadas por los conlangers son luego revisadas en un proceso de revisión por pares por un grupo de voluntarios que no estén buscando trabajo, o por lo menos que no sean candidatos para ese trabajo en particular. Las propuestas que a juicio de los revisores son las mejores son enviadas al cliente, el cual elige una de las propuestas para que sea completamente desarrollada por el creador del idioma.
Hasta la fecha, la LCS ha prestado servicios a HBO, que contrató a David J. Peterson para crear el idioma dothraki para la serie de televisión Juego de tronos, basada en la serie de George R. R. Martin de novelas de fantasía épica Canción de hielo y fuego. Olivier Simon fue seleccionado por la LCS para crear "Leosprache" para la película alemana Der Liebe Leo.

## Soporte de la comunidad
La mayoría de los foros en línea de conlangers y las comunidades son anteriores a la LCS y son independientes de ella (por ejemplo, la lista de correo conlang y tablón de anuncios Zompist). La LCS provee alojamiento web para una serie de nuevos proyectos orientados a la comunidad, entre ellos el Atlas Conlang de las estructuras del lenguaje, un archivo de la lista de correo CONLANG, un agregador de blog's sobre idiomas construidos, y el archivo de alojamiento de sitios web de conlangers fallecidos, además de alojamiento para las páginas web orientadas a los idiomas construidos de miembros individuales.
El LCS comenzó un podcast en febrero de 2009 y en octubre de 2010, una revista académica se empezó a desarrollar.
El LCS también lleva a cabo la "Conferencia de Creación Idiomas" aproximadamente cada dos años, las conferencias que se han llevado a cabo hasta la fecha son: 2006 (Berkeley, California), 2007 (Berkeley, California), 2009 (Providence, Rhode Island), 2011 (Groningen, Países Bajos), 2013 (Austin, Tejas), 2015 (Horsham, Reino Unido), 2017 (Calgary, Canadá), y 2019 (Cambridge, Reino Unido).

## Miembros de la LCS
Muchos miembros de la LCS y asociados han sido contratados como consultores lingüísticos. Bill Welden fue consultado sobre élfico para la trilogía cinematográfica de El Señor de los Anillos. Muchos miembros tienen títulos en lingüística, y algunos están trabajando actualmente en proyectos que están cubiertos por acuerdos de confidencialidad.